# Quyền LGBT ở Pháp
Quyền đồng tính nữ, đồng tính nam, song tính và chuyển giới ở Pháp được coi là truyền thống tự do. Mặc dù hoạt động tình dục đồng giới là tội phạm tư bản thường dẫn đến án tử hình trong Ancien Régime, tất cả các luật kê gian đã bị bãi bỏ vào năm 1791 trong Cách mạng Pháp. Tuy nhiên, một luật phơi bày không đứng đắn ít được biết đến thường nhắm vào người đồng tính đã được đưa ra vào năm 1960 trước khi bị bãi bỏ hai mươi năm sau đó.
Độ tuổi đồng ý cho hoạt động tình dục đồng giới đã bị thay đổi nhiều lần trước khi bị cân bằng vào năm 1982 - Tổng thống Pháp François Mitterrand. Sau khi cấp cho các cặp đồng giới quan hệ đối tác trong nước được gọi là hiệp ước đoàn kết dân sự, Pháp trở thành quốc gia thứ mười ba trên thế giới hợp pháp hóa hôn nhân đồng giới vào năm 2013. Luật pháp cấm phân biệt đối xử trên cơ sở Xu hướng tính dục và bản dạng giới đã được ban hành lần lượt vào năm 1985 và 2012. Năm 2009, Pháp trở thành quốc gia đầu tiên trên thế giới giải mật chuyển giới thành bệnh tâm thần. Ngoài ra, kể từ năm 2017, người chuyển giới đã bị được phép thay đổi giới tính hợp pháp của họ mà không trải qua phẫu thuật hoặc nhận bất kỳ chẩn đoán y tế nào.
Pháp đã được mệnh danh là một trong những quốc gia thân thiện với người đồng tính nhất trên thế giới. Các cuộc thăm dò gần đây đã chỉ ra rằng phần lớn người Pháp ủng hộ hôn nhân đồng giới và vào năm 2013, Một cuộc thăm dò khác chỉ ra rằng 77% dân số Pháp tin rằng đồng tính luyến ái nên được xã hội chấp nhận, một trong những quốc gia cao nhất trong 39 quốc gia được hỏi. Paris đã được nhiều ấn phẩm đặt tên là một trong những thành phố thân thiện với người đồng tính nhất trên thế giới, với Le Marais, Pigalle và Bois de Boulogne được cho là có một cộng đồng LGBT thịnh vượng và cuộc sống về đêm.

## Bản dạng và biểu hiện giới

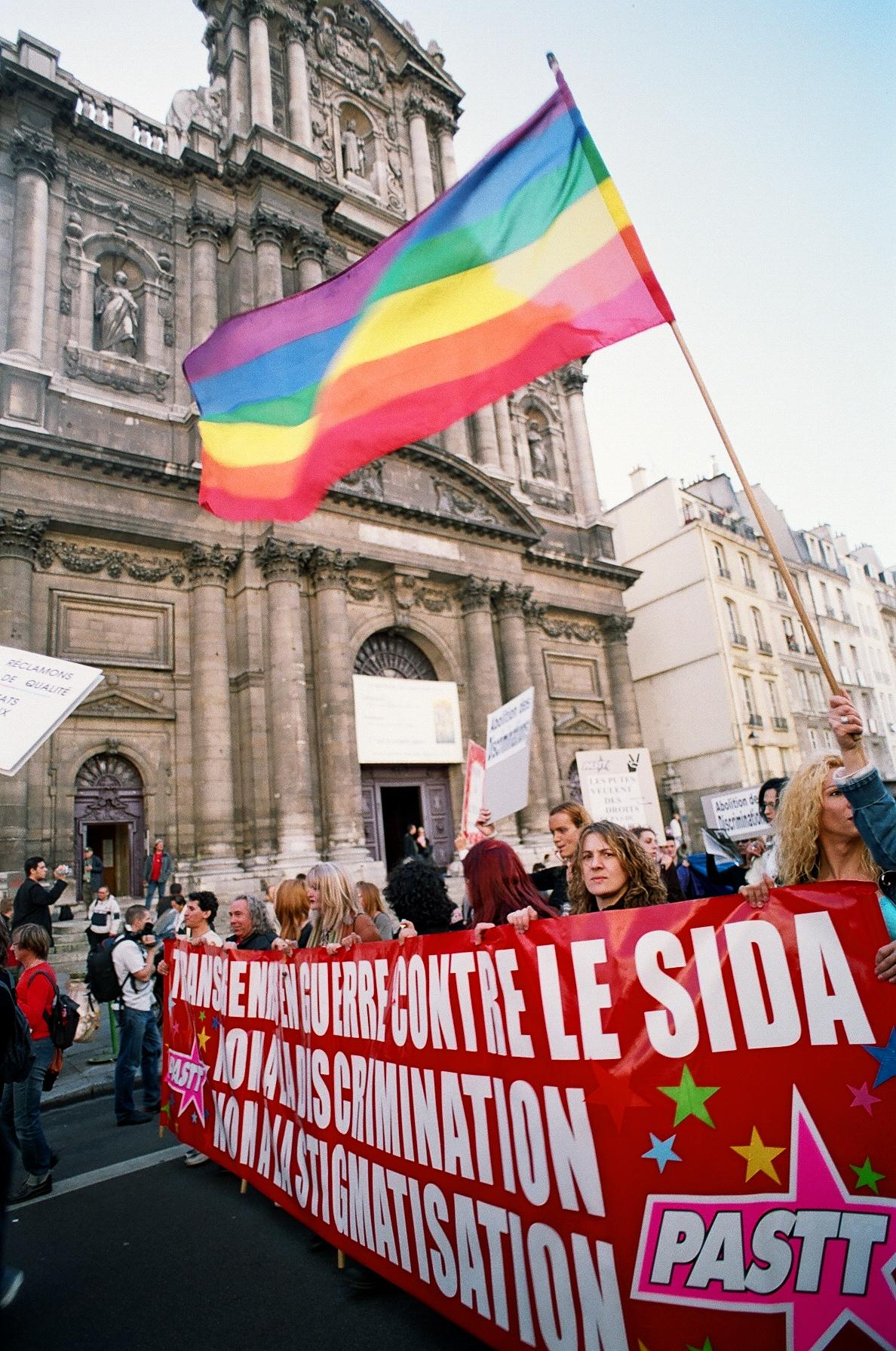
Cuộc biểu tình về quyền của người chuyển giới, Paris 2005

Chuyển đổi giới tính người được phép thay đổi giới tính hợp pháp của họ. Năm 2009, Pháp trở thành quốc gia đầu tiên trên thế giới loại bỏ chuyển đổi giới tính khỏi danh sách các bệnh. Chuyển đổi giới tính là một phần của ALD 31 và việc điều trị được tài trợ bởi Sécurité Sociale.
Phân biệt đối xử trên cơ sở nhận dạng giới tính (danh tính tình dục) đã bị cấm từ năm 2012. Năm 2016, thuật ngữ "bản dạng tình dục" đã được thay thế bằng "bản dạng giới".
Vào ngày 6 tháng 11 năm 2015, một dự luật cho phép người chuyển giới thay đổi hợp pháp giới tính của họ mà không cần chuyển đổi giới tính và triệt sản bắt buộc đã được Thượng viện Pháp phê chuẩn. Vào ngày 24 tháng 5 năm 2016, Quốc hội đã phê chuẩn dự luật. Nghị sĩ Pascale Crozon, người đã giới thiệu dự luật, đã nhắc nhở các nghị sĩ trước khi bỏ phiếu về các thủ tục dài, không chắc chắn và nhục nhã mà người chuyển giới phải trải qua để thay đổi giới tính trong hồ sơ quan trọng của họ. Do các văn bản khác nhau, một phiên chung đã được thành lập. Vào ngày 12 tháng 7 năm 2016, Quốc hội đã phê chuẩn một phiên bản sửa đổi của dự luật, trong đó duy trì các điều khoản ngoài quy định về chứng nhận tâm thần và bằng chứng phẫu thuật xác định lại giới tính, đồng thời bỏ quy định ban đầu về việc cho phép tự chứng nhận giới tính. Vào ngày 28 tháng 9, Thượng viện Pháp đã thảo luận về dự luật. Quốc hội Pháp sau đó đã họp vào ngày 12 tháng 10 trong một phiên họp toàn thể để phê chuẩn dự luật một lần nữa và bác bỏ các sửa đổi do Thượng viện Pháp đề xuất cần có bằng chứng về điều trị y tế. Vào ngày 17 tháng 11, Hội đồng Hiến pháp phán quyết rằng dự luật là hiến pháp. Nó đã được ký bởi Tổng thống vào ngày 18 tháng 11 năm 2016, được công bố trên Tạp chí dociel vào ngày hôm sau, và có hiệu lực vào ngày 1 tháng 1 năm 2017.

## Bảng tóm tắt
| Hoạt động tình dục đồng giới hợp pháp                                                                                       | (Từ năm 1791)                                                                                  |
| Độ tuổi đồng ý | (Trước năm 1942 và một lần nữa vào năm 1982)                                                   |
| Luật chống phân biệt đối xử trong việc làm                                                                                  | (Từ năm 1985)                                                                                  |
| Luật chống phân biệt đối xử trong việc cung cấp hàng hóa và dịch vụ                                                         | (Từ năm 1985)                                                                                  |
| Luật chống phân biệt đối xử trong tất cả các lĩnh vực khác (bao gồm phân biệt đối xử gián tiếp, ngôn từ kích động thù địch) | (Từ năm 2004)                                                                                  |
| Luật chống phân biệt đối xử liên quan đến bản dạng giới                                                                     | (Từ năm 2012)                                                                                  |
| Hôn nhân đồng giới | (Từ năm 2013)                                                                                  |
| Công nhận các cặp đồng giới                                                                                                 | (Từ năm 1999)                                                                                  |
| Thông qua con nuôi của các cặp vợ chồng đồng giới                                                                           | (Từ năm 2013)                                                                                  |
| Con nuôi chung của các cặp đồng giới                                                                                        | (Từ năm 2013)                                                                                  |
| Tự động làm cha mẹ trong giấy khai sinh cho con của các cặp đồng giới                                                       | (Đang chờ xử lý)                                                                               |
| Người LGBT phép để phục vụ công khai trong quân đội                                                                         | Yes                                                                                            |
| Quyền thay đổi giới tính hợp pháp                                                                                           | Yes                                                                                            |
| Trẻ vị thành niên liên giới tính bảo vệ khỏi các thủ tục phẫu thuật xâm lấn                                                 | No                                                                                             |
| Giới tính thứ ba tùy chọn                                                                                                   | No                                                                                             |
| Truy cập IVF cho đồng tính nữ                                                                                               | (Pending)                                                                                      |
| Liệu pháp chuyển đổi trên trẻ vị thành niên ngoài vòng pháp luật                                                            | (Đang chờ xử lý)                                                                               |
| Đồng tính luyến ái được loại khỏi danh sách bệnh                                                                            | Yes                                                                                            |
| Đẻ thuê thương mại cho các cặp vợ chồng đồng tính nam                                                                       | (Mang thai hộ thương mại là bất hợp pháp cho tất cả các cặp vợ chồng bất kể xu hướng tình dục) |
| NQHN được phép hiến máu | / (Kể từ năm 2016; Thời gian trì hoãn 1 năm)                                                   |